# Wapen van Kerkwerve

Wapen van Kerkwerve per 1817

Wapen van Kerkwerve per 1950

Het wapen van Kerkwerve kent twee versies. De eerste werd op 31 juli 1817 bevestigd door de Hoge Raad van Adel aan de Zeeuwse gemeente Kerkwerve. De tweede werd op 5 december 1950 verleend. In 1961 ging Kerkwerve op in gemeente Middenschouwen. Het wapen van Kerkwerve is daardoor komen te vervallen als gemeentewapen. Het oude wapen van Kerkwerve uit 1817 is in het wapen van Middenschouwen opgenomen.

## Blazoenering
De blazoenering van het eerste wapen per 1817 luidde als volgt:
Doorsneden in drieën van sinopel, goud en keel
De blazoenering van het tweede wapen per 1950 luidde als volgt:
Gedeeld; I doorsneden in drieën, 1 effen sinopel, 2 effen goud en 3 effen keel; II doorsneden; a wederom doorsneden; 1 in sabel 2 golvende versmalde dwarsbalken van zilver, 2 in zilver een hollend paard van sabel, b in sabel een zwaard van zilver met gouden gevest, vergezeld van 3 gespen van goud, geplaatst 2 en 1, het zwaard rustende met het gevest op de onderste gesp. Het schild gedekt door een gouden kroon van 3 bladeren en 2 parels.
De heraldische kleuren zijn sinopel (groen), goud (goud of geel), keel (rood), sabel (zwart) en zilver (wit). Overigens geeft de Hoge Raad van Adel in het register zelf geen beschrijving van het eerste wapen in het register, maar slechts een afbeelding. In de tweede beschrijving wordt het schild gedekt met een gravenkroon.

## Geschiedenis
Bij de site Nederlandse Gemeentewapens is de herkomst van de drie banen onbekend. Wel wordt vermeld dat het wapen al sinds de 17e eeuw als heerlijkheidswapen werd gevoerd.
Het tweede wapen van Kerkwerve is een combinatie van het oude wapen van Kerkwerve met de wapens van Rengerskerke en Zuidland en Nieuwerkerke. Dit was de wens van de gemeenteraad in 1950.

## Verwante wapens

Wapen van Nieuwerkerke
Wapen van Rengerskerke en Zuidland
Wapen van Middenschouwen

Aagtekerke
· Aardenburg
· Arnemuiden
· Axel
· Baarland
· Bath
· Biervliet
· Biggekerke
· Bloois
· Bommenede
· Borssele
· Boschkapelle
· Botland
· Breskens
· Brigdamme
· Brijdorpe
· Brouwershaven
· Bruinisse
· Burgh
· Buttinge
· Cadzand
· Clinge
· Colijnsplaat
· Domburg
· Dreischor
· Driewegen
· Duiveland
· Duivendijke
· Elkerzee
· Ellemeet
· Ellewoutsdijk
· Eversdijk
· Gapinge
· Graauw en Langendam
· 's-Gravenpolder
· Grijpskerke
· Groede
· Haamstede
· 's-Heer Abtskerke
· 's-Heer Arendskerke
· 's-Heer Hendrikskinderen
· 's-Heerenhoek
· Heille
· Heinkenszand
· Hengstdijk
· Hoedekenskerke
· Hoek
· Hontenisse
· Hoofdplaat
· Hoogelande
· IJzendijke
· Kapelle
· Kats
· Kattendijke
· Kerkwerve
· Klaaskinderkerke
· Kleverskerke
· Kloetinge
· Koewacht
· Kortgene
· Koudekerke
· Krabbendijke
· Kruiningen
· Looperskapelle
· Maire
· Mariekerke
· Meliskerke
· Middenschouwen
· Nieuw- en Sint Joosland
· Nieuwerkerk
· Nieuwerkerke
· Nieuwlande
· Nieuwvliet
· Nisse
· Noordgouwe
· Noordwelle
· Oostburg
· Oosterland
· Oostkapelle
· Oost-Souburg
· Oost- en West-Souburg
· Ossenisse
· Oud-Vossemeer
· Oudelande
· Ouwerkerk
· Overslag
· Ovezande
· Philippine
· Poortvliet
· Renesse
· Rengerskerke en Zuidland
· Retranchement
· Rilland
· Rilland-Bath
· Ritthem
· Sas van Gent
· Scherpenisse
· Schoondijke
· Schore
· Serooskerke (Schouwen-Duiveland)
· Serooskerke (Veere)
· Sinoutskerke en Baarsdorp
· Sint Anna ter Muiden
· Sint-Annaland
· Sint Jansteen
· Sint Kruis
· Sint Laurens
· Sint-Maartensdijk
· Sint Philipsland
· Sirjansland
· Sluis
· Sluis-Aardenburg
· Stavenisse
· Stoppeldijk
· Valkenisse (Walcheren)
· Valkenisse (Zuid-Beveland)
· Vogelwaarde
· Vrouwenpolder
· Waarde
· Waterlandkerkje
· Wemeldinge
· West-Souburg
· Westdorpe
· Westenschouwen
· Westerschouwen
· Westkapelle
· Westkapelle-Buiten en Sirpoppekerke
· Westkerke
· Wissekerke
· Wissenkerke
· Wolphaartsdijk
· Yerseke
· Zaamslag
· Zierikzee
· Zonnemaire
· Zoutelande
· Zuiddorpe
· Zuidzande
· Zwake

Dorpswapens: Geersdijk
· Hansweert
· Kamperland